# Prajusha Maliakkal
Prajusha Maliakkal (ur. 20 maja 1987) – hinduska lekkoatletka specjalizująca się w skoku w dal oraz trójskoku.
Podczas halowych mistrzostw Azji w 2008 roku zdobyła brązowy medal w skoku w dal. W tej samej konkurencji stanęła na najniższym stopniu podium halowych igrzysk azjatyckich rok później. W 2009 zajęła szóste (w skoku w dal) i ósme (w trójskoku) na mistrzostwach Azji. Tuż za podium, na czwartym miejscu, uplasowała się podczas konkursu skoku w dal na kolejnej edycji halowych mistrzostw Azji w 2010 roku. Zdobyła srebrny medal w skoku w dal na igrzyskach Wspólnoty Narodów, a w trójskoku była podczas tych zawodów czwarta.

## Osiągnięcia
| Rok  | Impreza                    | Miejsce    | Konkurencja | Lokata     | Wynik |
| ---- | -------------------------- | ---------- | ----------- | ---------- | ----- |
| 2008 | Halowe mistrzostwa Azji    | Doha       | skok w dal  | 3. miejsce | 6,09  |
| 2009 | Halowe igrzyska azjatyckie | Hanoi      | skok w dal  | 3. miejsce | 6,27  |
| 2009 | Halowe igrzyska azjatyckie | Hanoi      | trójskok    | 6. miejsce | 13,42 |
| 2009 | Mistrzostwa Azji           | Kanton     | skok w dal  | 6. miejsce | 6,15  |
| 2009 | Mistrzostwa Azji           | Kanton     | trójskok    | 8. miejsce | 12,58 |
| 2010 | Halowe mistrzostwa Azji    | Teheran    | skok w dal  | 4. miejsce | 5,92  |
| 2010 | Halowe mistrzostwa Azji    | Teheran    | trójskok    | 5. miejsce | 12,43 |
| 2010 | Igrzyska Wspólnoty Narodów | Nowe Delhi | skok w dal  | 2. miejsce | 6,47  |
| 2010 | Igrzyska Wspólnoty Narodów | Nowe Delhi | trójskok    | 4. miejsce | 13,72 |
| 2010 | Igrzyska azjatyckie        | Kanton     | skok w dal  | 9. miejsce | 6,11  |